# Abdelkrim Merry
Abdelkrim Merry (Casablanca, 13 januari 1955) is een Marokkaans voormalig profvoetballer die als aanvaller speelde.